# Florence Adelaide Fowle Adams
Florence Adelaide Fowle Adams (Chelsea, Estados Unidos, 15 de octubre de 1863-Pierce, Estados Unidos, 31 de julio de 1916) fue una actriz, escritora y profesora estadounidense.

## Biografía
Nació en Chelsea, Massachusetts, en 1863. Su apellido de soltera era Fowle. La familia de su padre, originaria de Inglaterra, llevaba ya unos cuantos años residiendo en el estado. Su madre, por su parte, descendía de condes ingleses y también de escoceses.
Asistió a una escuela de Chelsea y después a una en la capital. Aprendió rápido y destacó en el estudio de idiomas. Asimismo, mostró sus aptitudes para el teatro desde joven. Posteriormente se graduó de Escuela de Oratoria de Boston y, en junio de 1888, se casó con George Adams, procedente de una familia de estadistas y presidentes.
El matrimonio no la distrajo de su trabajo y, como en ocasiones tenía muchos alumnos a su cargo, se decidió a fijar los principios del conocido como «método Delsarte» en un libro que los más jóvenes pudiesen comprender sin dificultad. De esta idea resultó Gestures and Pantomimic Action, publicado en 1891 y para cuyas ilustraciones la propia Florence ejerció de modelo.
También actuó en algunas obras de teatro dramáticas; por ejemplo, fue Julie de Mortemar en el Richelieu de Edward Bulwer-Lytton. Dirigió, asimismo, su propia compañía de teatro, integrada por jóvenes mujeres, para la representación de tableaux vivants, la Boston Ideal Tableaux Company.
Falleció en 1916, a los 52 años de edad.